# Amerikaanse blauwe kiekendief
De Amerikaanse blauwe kiekendief (Circus hudsonius) is een roofvogel uit de familie van de havikachtigen. De soortaanduiding hudsonius is een eerbetoon aan de Engels-Argentijnse schrijver en ornitholoog William Henry Hudson (1841-1922).

## Verspreiding en leefgebied
Deze soort is wijdverspreid in Noord- en Midden-Amerika.